# Judith Bokor
Judith Bokor (Budapest (Hongria), 4 d'octubre, 1899 – ? 21 de juliol, 1972), Fou una violoncel·lista hongaresa. Va estudiar al conservatori de Budapest amb David Popper i després va continuar la seva formació a Berlín amb Hugo Becker.

## Biografia
Es va casar amb l'hongarès Geza Kalman Kosch (1887-1971). La parella va fugir el 1919 durant el règim comunista de Bela Kun a Hongria i va anar als Països Baixos. Geza Kalman Kosch va canviar el seu nom a Geza Koos i es va convertir, per consell de Willem Mengelberg, en empresari. Va ser un dels empresaris més influents dels Països Baixos, com a director dels famosos Kurhaus Concerts. Amb l'ajuda del seu marit, Judith Bokor, aviat va iniciar una carrera internacional com a solista de violoncel. Va actuar als Països Baixos, així com a Dinamarca, Suècia, Noruega, Espanya, Itàlia, Polònia, Romania, Hongria, Àustria, Alemanya i Suïssa. El 1933 va fer una gira per Amèrica del Nord durant tres mesos. El seu debut com a solista de violoncel als Països Baixos fou el 23 de setembre de 1919. Gràcies al seu marit, Judith Bokor va construir ràpidament una carrera internacional com a solista de violoncel: a part dels Països Baixos, va actuar a Dinamarca, Suècia, Noruega, Espanya, Itàlia, Polònia, Romania, Hongria, Àustria, Alemanya i Suïssa. A principis de 1930 també va fer una gira de tres mesos per Amèrica del Nord.     Des de 1919 fins al 1925 aproximadament, el pianista Louis Schnitzler va ser el seu acompanyant, a partir de 1925 o va ser Theo van der Pas. Va tocar sota la direcció de molts directors famosos, com ara Willem Mengelberg, Nikisch, Georg Wilhelm Furtwängler i Schnéevoigt. La seva carrera va durar fins a la temporada 1930-1931 i va acabar a causa d'una malaltia, (no se sap quina malaltia) no va poder actuar llavors, i després d'això no s'ha trobat cap prova que tornés a tocar.
El compositor Alexander Voormolen li va dedicar la seva Romança (1924).
Com era habitual en aquella època, va fer un ús extensiu dels portamenti en la seva interpretació.
Va gravar diversos 78 acústics per a Columbia durant el període 1924-1925 i alguns 78 elèctrics el 1927:
- Dittersdorf (Scherzo)
- Valensin (Minuet)
- Max Bruch (Kol Nidrei)
- Giordani (Caro mio ben)
- Burmester (Gavotte)
- Sibelius (Valse triste)
- Lalo (Chants Russes)
- Rubinstein (Romance op. 44 no. 1)
- Camille Saint-Saëns (Le cygne)